# Vivre et aimer (film)
Pour plus de détails, voir Fiche technique et Distribution.

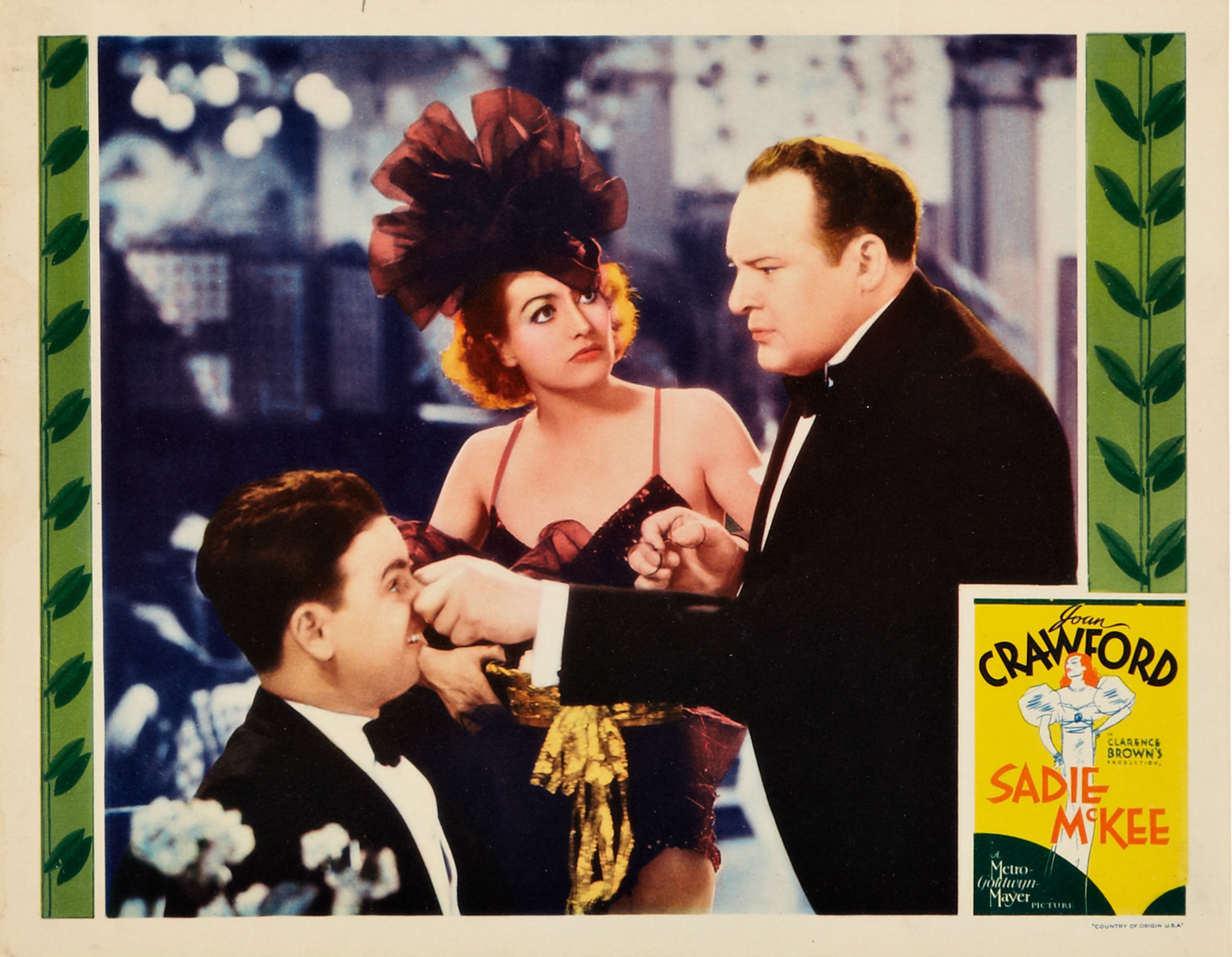
Uns scène du film avec Joan Crawford au centre

Vivre et aimer (Sadie McKee) est un film américain en noir et blanc réalisé par Clarence Brown, sorti en 1934.

## Synopsis
La difficile ascension d’une fille de cuisinière, Sadie McKee, en quête de bonheur et de réussite sociale : Tommy Wallace son fiancé l’abandonne, elle devient entraîneuse et rencontre Jack Brennan, un milliardaire alcoolique. Elle l’épouse et le sauve de sa dépendance à l’alcool. Mais elle n’a pas oublié son fiancé qu’elle retrouve avant qu’il ne meure dans un sanatorium.

## Fiche technique
- Titre : Vivre et aimer
- Titre original : Sadie McKee
- Réalisation : Clarence Brown
- Scénario : John Meehan (en) et Carey Wilson (non crédité), d'après l'histoire originale Pretty Sadie McKee de Viña Delmar
- Photographie : Oliver T. Marsh
- Montage : Hugh Wynn
- Musique : William Axt
- Décors : Cedric Gibbons
- Costumes : Adrian
- Producteur : Lawrence Weingarten
- Société de production : Metro-Goldwyn-Mayer
- Format : noir et blanc - 35 mm - 1,37:1 - son : Mono (Western Electric Sound System)
- Pays de production : États-Unis
- Langue : anglais
- Genre : drame romantique
- Durée : 93 min
- Dates de sortie : 
  - États-Unis : 9 mai 1934 (première)
  - France : 1er novembre 1934

## Distribution
- Joan Crawford : Sadie McKee Brennan
- Gene Raymond : Tommy Wallace
- Franchot Tone : Michael 'Mike' Alderson
- Edward Arnold : Jack Brennan
- Esther Ralston : Dolly Merrick
- Earl Oxford : Stooge
- Jean Dixon : Opal
- Leo G. Carroll : 'Finnegan' Phelps
- Akim Tamiroff : Riccori
- Zelda Sears : Mme Craney
- Candy Candido : Artiste du café à la basse
- Helen Ware : Mme McKee

Acteurs non crédités :
- Frederick Burton : Oncle Snowden
- Wyndham Standing : Majordome d'Alderson
- Walter Walker : M. Alderson